# Lapátorrú tok

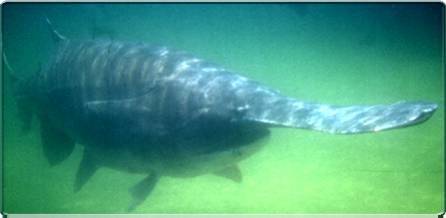

A lapátorrú tok vagy kanalas tok (Polyodon spathula) a kanalas tokfélék (Polyodontidae) Polyodon nemének egyetlen faja.

## Elterjedése
A kanalas tok a Mississippi-völgy lakója. Főleg magában a Mississippiben él, de megtaláljuk nagy mellékfolyóinak alsó szakaszán is. Különösen gyakori az alsó Mississippi-csatorna nagy, tó alakú kiöblösödéseiben, az ún. bayou-kban.
Romániai és bulgáriai halastavakban tömegesen tenyésztik (Romániában 1992 óta). Kiszabadulva a Duna Vaskapu-szoros alatti szakaszán is megjelent. Mivel az ívási időszak alatt többször is szaporodik, míg az őshonos dunai tokfélék csak egyszer (a viza pedig csak minden harmadik évben), a környezetvédők aggódnak, hogy a betelepült új faj kiszoríthatja a régieket. A 2000-es évek második felében már a Duna Vaskapu fölötti szakaszán is megjelent. Oroszországban most tervezik tömeges telepítését halastavakba.
Néhány magyar horgásztóba is betelepítették (pl. Százhalombatta mellett). Magyar rekord: 34,45kg (130cm) 2023. június 24-én a Maconkai-víztározó Rekord-tavából.

## Megjelenése
Nagy termetű hal: eléri a 2,2 m hosszt és a 90 kg-ot, bár a 25 kg-nál testesebb példányok ritkák. Színe halvány szürkéskék vagy olajzöld. Akár 55 évig is elélhet.

## Életmódja
Apró rákokat, rovarlárvákat, parányi növénykéket és más planktonszervezeteket eszik. Kitátott szájjal, többnyire 1,5 m-nél mélyebben, a fenék fölött úszik a vízben, és eközben jobbra-balra ingatja a fejét (ez az ún. „szakkád” mozgás). A száján át beáramló víz a kopoltyúnyílásain jön ki, miközben a vízben élő apró szervezetek fennakadnak a kopoltyúívek sűrű fogacskáin és azok kiszűrik őket; a fennakadt tömeget időnként lenyeli. Jól takarmányozott halastavakban évente akár 4–5 kg-ot gyarapodhat.
Őshazájában rendszerint április-májusban, hosszú vándorút után ívik.

## Felhasználása
A fiatal példányok húsát eszik; íze a harcsáéra hasonlít. Főleg ikrája miatt fogják; ebből éppúgy kaviárt készítenek, mint a valódi tokok ikrájából.